# Super Game Boy

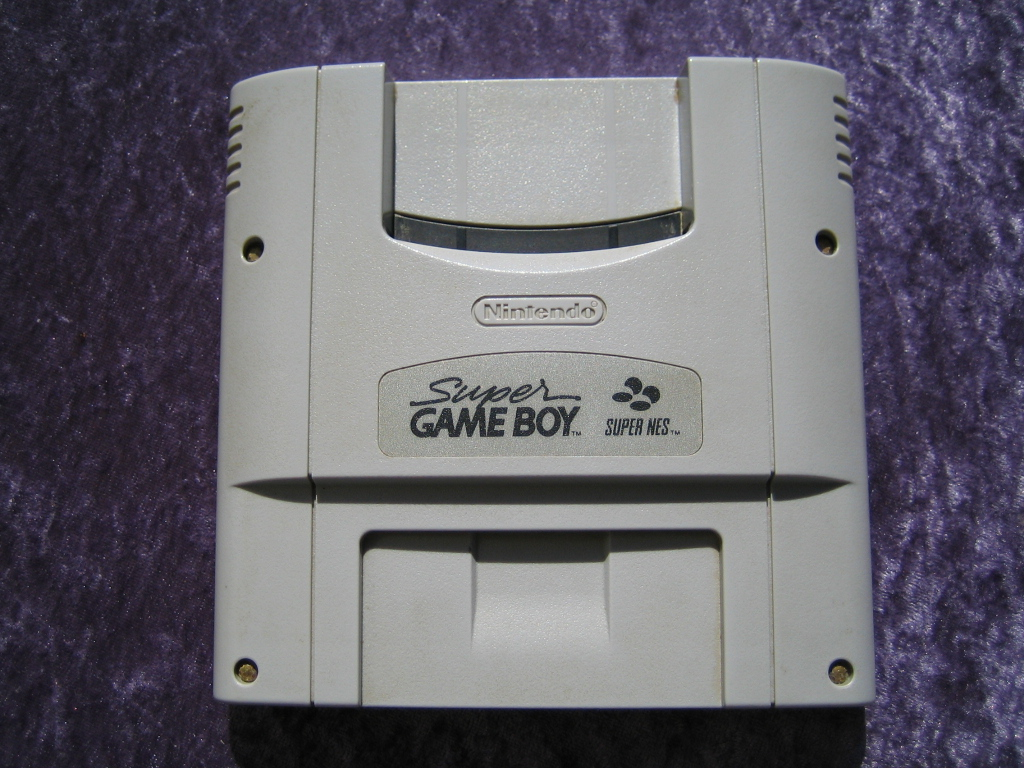
Ein Super Game Boy

Der Super Game Boy ist ein Aufsteckmodul für das Super Nintendo Entertainment System (SNES) und war in den USA, Europa und in Japan erhältlich. Mit ihm ist es möglich, Spiele für den Game Boy mit dem SNES zu spielen.

## Übersicht
Der Super Game Boy erschien 1994. In ihm ist ein kompletter Game Boy integriert, dieser leitet das Videosignal an das SNES weiter. Hierbei wurden, ähnlich wie später beim Game Boy Color, die Graustufen der ursprünglichen Grafik in entsprechende Farbschattierungen umgerechnet. Zusätzlich bestand die Möglichkeit, über das SNES die dargestellte Farbpalette anzupassen. Das Game-Boy-Spiel war nun auf dem Fernsehbildschirm in Farbe und auch vergrößert zu sehen. Um eine optimale Farbdarstellung zu erreichen, konnte die Farbgebung der Spiele angepasst werden. Dazu standen dem Spieler 52 Farben zur Verfügung. Maximal konnten bis zu 16 Farben gleichzeitig vom Super Game Boy dargestellt werden, mehr als 4 Farben wurden jedoch nur von speziell für den Super Game Boy angepassten Spielen erreicht.
Das eigentliche Spiel war auf dem Bildschirm zentriert, daneben konnte man einige Sonderfunktionen des SNES wahrnehmen. Um das eigentliche Spielbild baute sich ein Rahmen auf, den man beliebig gestalten oder sich einen der zahlreichen vordefinierten Rahmen anzeigen lassen konnte. Einige Spiele des Game Boys wurden später auch mit einer Super-Game-Boy-Unterstützung ausgeliefert, welche sich in Spiel-spezifischen Rahmen und vordefinierten, eventuell wechselnden Einfärbungen äußerte (z. B. bei Pokémon Rot und Blau).
Der Neupreis lag am 6. September 1994 in den USA bei circa 59 US$ und Deutschland bei circa 99 DM (entsprächen heute ungefähr 86 €). Die Modulnummer lautet bei den europäischen Modulen SNSP-A-SG(NOE). Ebenfalls 1994 veröffentlichte Nintendo das More Fun Set. In ihm waren ein SNES, das Spiel Super Mario World und ein Super Game Boy gebündelt. Ein Game-Boy-Spiel war nicht enthalten. Das Set trägt die Modellnummer SNSP S CD11 und wurde bei Einführung für 299 DM (entsprächen heute ungefähr 261 €) verkauft.

### Kompatibilität
Nintendo selbst berichtet von ungefähr 600 Game Boy Spielen, welche mit dem Super Game Boy auf dem SNES gespielt werden können. Zusätzlich ist der Super Game Boy mit ausgewählten Game-Boy-Color-Modulen kompatibel, nämlich die sogenannten dualen Spiele, erkennbar an einem schwarzen Modulgehäuse. Spiele, welche mit Only for Game Boy Color bedruckt sind (besitzen ein transparentes Gehäuse) können nicht von dem Super Game Boy gelesen werden.
Auch wenn die Hardware des Super Game Boy der des Game Boy entspricht, laufen Spiele auf dem Super Game Boy schneller als auf dem originalen Game Boy, bzw. dem GBC oder GBA. Da der Super Game Boy seine CPU nicht selbst taktet, sondern die Bildwiederholfrequenz aus der Taktung des SNES-Prozessors berechnet wird, werden Game-Boy-Spiele schneller abgespielt als auf allen übrigen originalen Plattformen. NTSC-Module (+2,4 %) sind dabei schneller als PAL-Module (+1,5 %) Dies ist unter anderem für die Speedrun-Community interessant, da sich die AV-Signale des SNES besser abgreifen lassen als die von Handheld-Geräten. Auf dem Super Game Boy erzielte Speedrun-Zeiten werden in der Regel nachträglich korrigiert, um mit den anderen Plattformen vergleichbar zu sein. Das Taktfrequenz-Problem wurde beim Nachfolgemodell behoben.

#### Auswahl kompatibler Game-Boy-Spiele
- Adventures of Lolo
- Arcade Classic No. 1 – Asteroids & Missile Command
- Arcade Classic No. 2 – Centipede & Millipede
- Arcade Classic No. 3 – Galaga & Galaxian
- Arcade Classic No. 4 – Defender & Joust
- Bomberman GB
- Donkey Kong
- Donkey Kong Land
- Donkey Kong Land 2
- Donkey Kong Land III
- Game & Watch Gallery
- Game Boy Camera
- Game Boy Gallery 2
- Game Boy Gallery – 5 Games in 1
- James Bond 007
- Ken Griffey Jr. Presents Major League Baseball
- Killer Instinct
- Kirby’s Block Ball
- Kirby’s Dream Land 2
- Kirby’s Star Stacker
- Mario’s Picross
- Mickey Mouse – Magic Wands!
- Mole Mania
- Pokemon – Blaue Edition
- Pokemon – Rote Edition
- Space Invaders
- Street Fighter II
- Tetris 2
- Tetris Attack
- Tetris Blast
- Tetris Plus
- Vegas Stakes
- Wario Blast Featuring Bomberman!
- Wario Land II

#### Auswahl kompatibler Game-Boy-Color-Spiele
- Beauty and the Beast – A Board Game Adventure
- Game & Watch Gallery 2
- Game & Watch Gallery 3
- Harvest Moon GB
- Legend of Zelda, The – Link’s Awakening DX
- Pocket Bomberman
- Pokemon – Goldene Edition
- Pokemon – Silberne Edition
- Pokemon Pinball
- Pokemon Trading Card Game
- Quest for Camelot
- Tetris DX
- Wario Land II

## Super Game Boy 2

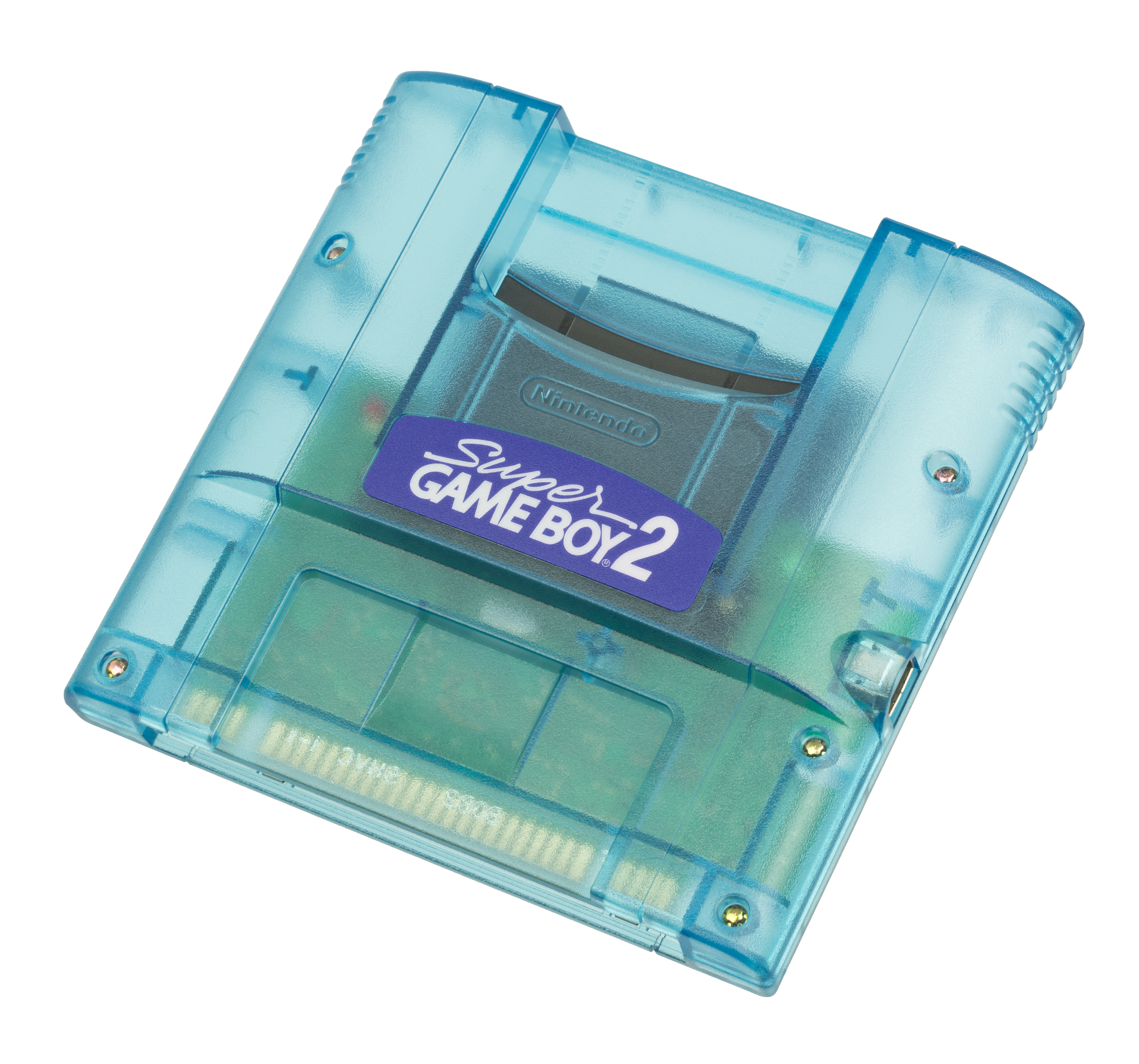
Super Game Boy 2

Super Game Boy 2 mit vollständiger Packung

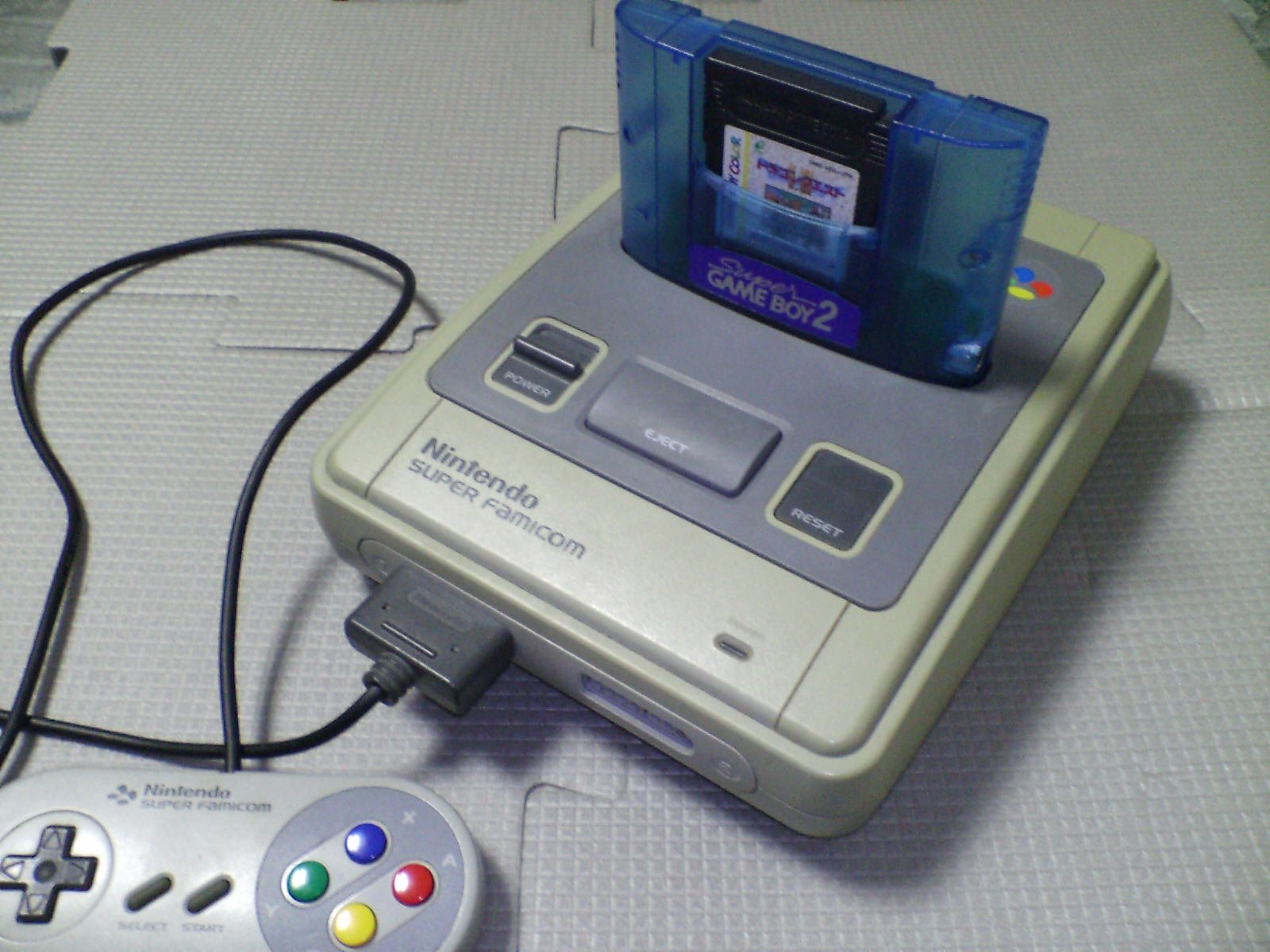
Super Famicom mit eingestecktem Super Game Boy 2

Der 1998 in Japan erschienene Super Game Boy 2 ist eine leicht verbesserte Variante des Super Game Boy, die im Gegensatz zum Original einen Link-Port besitzt, um mit anderen Game Boys für Mehrspieler-Spiele oder auch mit Zubehör wie dem Game Boy Printer verbunden zu werden. Des Weiteren sind in das „Super Game Boy 2“-Modul zwei farbige LEDs eingebaut. Eine rote Leuchte signalisiert, dass das Modul eingeschaltet ist, eine grüne Leuchte zeigt den Status des Link-Ports an. Auch wurde das Taktproblem des ersten Models gelöst. Auf dem ersten Model liefen aufgrund der Taktung des SNES die Gameboyspiele etwas zu schnell.
Der Super Game Boy 2 wurde unter der Modelnummer SHVC-042 verkauft, das Modul selbst trägt die Nummer SHVC-SGB2-JPN.

## Vorführgerät
Bevor der Super Game Boy in den Handel kam, gab es in den Geschäften ein Vorführgerät, um die Idee des Super Game Boys den Kunden näher zu bringen. Dieses Vorführgerät bestand aus zwei Komponenten. Das Hauptgerät wurde in einem Standard-Elektronik-Gehäuse, das man im Elektronik-Geschäft kaufen kann, verbaut. Dieses Hauptgerät wurde an den Fernseher und mit einem Zusatzgerät an den Game Boy angeschlossen. Das Bild auf dem Fernseher war in Schwarz-Weiß und flimmerte. Das Zusatzgerät wurde zwischen den Game Boy und das Spiel gesteckt. Gesteuert wurde das Spiel weiterhin über den Game Boy. Im Grunde war dieses Vorführgerät nur ein Video-Grabber für den Game Boy, da das Gerät nichts anderes anbot, als die Anzeige des Game Boys auf den Fernseher anzuzeigen.

## Wide Boy
Der Wide Boy ist eine von Intelligent Systems hergestellte Entwicklerhardware mit der Game-Boy-Spiele über eine Famicom-Konsole (der japanischen Version des NES) auf einem TV-Gerät ausgegeben werden können. Auf diesem Weg war es mit damaligen Mitteln einfacher, hochwertige Screenshots und Videoaufnahmen von Game-Boy-Spielen anzufertigen.
Diese, etwa DIN-A4-Seiten große, Platine war für die Verwendung von Entwicklern und Fachpresse gedacht und nicht im freien Handel erhältlich. Wie auch bei dem später erschienenen Super Game Boy, befindet sich auf der Platine die angepasste Hardware eines Game Boys.
Nachträgliche Modifikationen erlauben es zum Beispiel, einen Game Boy als Eingabegerät zu verwenden oder andere Farbpaletten, als die ursprüngliche gelb-grünliche Grafik, darzustellen.
Ein ähnliches Modul mit dem Namen Wide-Boy 64 wurde ab 1998 für die Nintendo-64-Konsole angeboten, welches auch Game-Boy-Color-Spiele unterstützt. Spätere Versionen mit der Bezeichnung Wide-Boy 64 AGB ermöglichen zusätzlich die Wiedergabe von Game-Boy-Advance-Spielen, ähnlich dem Game Boy Player für den Nintendo GameCube.